# Taoyuan (köping i Kina, Shandong)
Taoyuan (kinesiska: 桃园镇, 桃园) är en köping i Kina. Den ligger i provinsen Shandong, i den östra delen av landet, omkring 66 kilometer sydväst om provinshuvudstaden Jinan. Antalet invånare är 50638. Befolkningen består av 25 711 kvinnor och 24 927 män. Barn under 15 år utgör 15,0 %, vuxna 15-64 år 74 %, och äldre över 65 år 10,0 %.
Genomsnittlig årsnederbörd är 814 millimeter. Den regnigaste månaden är juli, med i genomsnitt 274 mm nederbörd, och den torraste är januari, med 7 mm nederbörd.